# تمرد الاتحاد الوطني الكردستاني
كان تمرد الاتحاد الوطني الكردستاني (PUK) تمردًا منخفض المستوى شنه الاتحاد الوطني الكردستاني ضد العراق البعثي في الفترة من 1975 إلى 1979، عقب هزيمة الحزب الديمقراطي الكردستاني (KDP) في الحرب العراقية الكردية الثانية، التي أجبرت الاتحاد على إعلان وقف إطلاق النار واللجوء إلى إيران. بسبب نقص الدعم الأجنبي، لم يتمكن مقاتلو الاتحاد الوطني الكردستاني من العمل إلا في أقصى المناطق النائية من جبال كردستان العراق. خلال هذه الفترة، انغمس الاتحاد الوطني الكردستاني في أزمة سياسية مع الحزب الديمقراطي الكردستاني، مما أدى إلى حرب داخلية كردية عنيفة، بلغت ذروتها في عام 1977. بعد التمرد، دخل الاتحاد الوطني الكردستاني في تحالف مع القوات الإيرانية خلال الحرب الإيرانية العراقية، وحظي بدعم إيران في التمرد الكردي عام 1983.

## الخلفية
تم تحديد الحكم الذاتي في كردستان العراق في الأصل في عام 1970 باعتباره المنطقة الكردية المتمتعة بالحكم الذاتي بعد اتفاقية الحكم الذاتي بين حكومة العراق وقادة المجتمع الكردي العراقي. تم إنشاء جمعية تشريعية في مدينة أربيل لها سلطة نظرية على محافظات أربيل ودهوك والسليمانية التي يقطنها الأكراد. لكن خطة الحكم الذاتي انهارت بسبب نزاع حول مدينة كركوك الغنية بالنفط، مما أدى إلى اندلاع الحرب العراقية الكردية الثانية في 1974–1975.
بعد اتفاق الجزائر عام 1975، عندما فقد الحزب الديمقراطي الكردستاني الدعم الإيراني، هُزم الحزب وأُجبر على النفي بحلول مارس 1975، بينما أعاد الجيش العراقي فرض سيطرته على شمال العراق بأكمله. ونتيجة لذلك، تم تشكيل الاتحاد الوطني الكردستاني في يوليو 1975 في دمشق، سوريا، من قبل فرع من عملاء الحزب الديمقراطي الكردستاني السابقين، بقيادة جلال طالباني.

## الجدول الزمني

### بداية التمرد
بدأت قوات الاتحاد الوطني الكردستاني في الاشتباك مع الجيش العراقي في أواخر عام 1975، مباشرة بعد الحرب العراقية الكردية الثانية، واستمرت حتى عام 1976.

### القتال بين الأكراد
في أعقاب الحرب العراقية الكردية الثانية، نصب أفراد الحزب الديمقراطي الكردستاني كمائن لمقاتلي الاتحاد الوطني الكردستاني وقتلوهم في عدة مناسبات في 1976–1977. وقعت اشتباكات طفيفة بين الاتحاد الوطني الكردستاني والحزب الديمقراطي الكردستاني في يوليو 1976 ويناير 1977 وفبراير 1977. تعهد طالباني بالانتقام، وأمر قواته في عدة مناسبات بإطلاق النار على أي قوات تابعة للحزب الديمقراطي الكردستاني، لكنه عانى من ضعف في العمليات مقارنة بالحزب الديمقراطي الكردستاني.
عند عودة طالباني إلى العراق في عام 1977 من منفاه في دمشق، نظم الاتحاد الوطني الكردستاني في قوات البشمركة، وأقام مقره في نوكان (كردستان إيران) وقنديل (كردستان العراق). وقعت أول معركة عنيفة بين الحزب الديمقراطي الكردستاني والاتحاد الوطني الكردستاني في منطقة برادوست في أبريل 1978، عندما تعرضت قوات علي عسكري المكونة من 800 مقاتل من الاتحاد الوطني الكردستاني لهجوم من قبل البشمركة التابعة للحزب الديمقراطي الكردستاني بقيادة سامي عبد الرحمن، حيث تم القبض على علي عسكري وإعدامه. تغلبت قوات الحزب الديمقراطي الكردستاني البالغ عددها 7500 جندي على قوات علي عسكري الأقل عددًا. كما تعرضت قوات البشمركة التابعة للعسكري لعدد من الهجمات الجوية العراقية والإيرانية قبل الاشتباك مع قوات البشمركة التابعة لعبد الرحمن، مما أسفر عن مقتل حوالي 700 شخص. أدت هذه الهزيمة إلى انشقاق العديد من أعضاء الاتحاد الوطني الكردستاني بحثًا عن قيادة أقوى وأكثر فعالية.
استمرت الخلافات والانقسامات طوال أواخر السبعينيات، حيث تنافس الحزب الديمقراطي الكردستاني والاتحاد الوطني الكردستاني والحزب الديمقراطي الكردستاني الإيراني على النفوذ والتمويل من الدول المجاورة.

## الآثار
انضم الاتحاد الوطني الكردستاني والحزب الديمقراطي الكردستاني إلى جانب إيران في الحرب الإيرانية العراقية التي اندلعت عام 1980. خلال الحرب بين إيران والعراق، اندلعت ثورة كردية في شمال العراق، بقيادة كل من الاتحاد الوطني الكردستاني والحزب الديمقراطي الكردستاني. بدعم من القوات الإيرانية، تمكن المتمردون من السيطرة على عدة أجزاء من كردستان، ولكن بعد دخول وقف إطلاق النار بين إيران والعراق حيز التنفيذ، تم سحق المتمردين الأكراد في حملة الأنفال.